# CD63
CD63是一种蛋白质抗原，在人体中由CD63基因编码。CD63主要出现在细胞外囊泡的表面，也会出现在普通的细胞膜表面。

## 功能
透膜四超家族（transmembrane 4 superfamily，也称为四跨膜蛋白超家族，tetraspanin family）的一员。这些膜蛋白多是细胞表面蛋白，藉由四个疏水域的存在得以表征。这些蛋白调解信号转导事件，调节细胞发育，活化，运动。
CD63 蛋白是一种细胞表面糖蛋白，与整合蛋白复合而广为人知。它有可能是血小板活化标识物。这种蛋白的缺失和普德拉克综合征有关。它的编码基因与肿瘤发展有关。